# 卡斯迪路·盧基巴
祖利亞·卡斯迪路·盧基巴（法語：Junior Castello Lukeba，2002年12月17日—）是一名法国職業足球員，司職中堅，現時效力德甲球會RB萊比錫，並代表法國參加國際賽事。

## 球會生涯

### 里昂
盧基巴在2011年加入里昂的青訓學院，並在2021年7月與球會簽下首份職業合約。同年8月7日，他在球會對陣的法甲揭幕戰中上演職業生涯地標戰，並踢滿全場，比賽最終以1–1的和局完場。他在11月25日首次在歐戰上陣，協助球隊在歐霸盃小組賽以3–1擊敗邦比。2021年12月22日，盧基巴在對陣梅斯的聯賽比賽中射入職業生涯首個入球，他於比賽第56分鐘的頭錘入球為球隊先開紀錄，但里昂在兩分鐘後失球，最終只能以1–1賽和對手。
2022年1月，他與球會續約至2025年。

### RB萊比錫
2023年8月11日，德甲球會RB萊比錫宣布簽入盧基巴，合約為期五年，總轉會費為3400萬歐元。八日後，他在對陣利華古遜的3–2敗仗中首次為球隊上陣。同年9月30日，他在對陣拜仁慕尼黑的2–2和局中射入加盟以來首個入球。

## 國家隊生涯
盧基巴是安哥拉裔法國人，他曾代表法國各級青年國家隊。他在2021年首次獲法國U21徵召。
2023年10月9日，盧基巴首次獲法國國家隊徵召，代替因傷退隊的。同月17日，他在對陣蘇格蘭的熱身賽中上演國家隊地標戰，於比賽第87分鐘後備入替。
2024年6月3日，盧基巴入選法國U23主場出戰2024巴黎奧運的初選名單。

## 生涯統計

### 球會
最後更新：2024年5月18日
| 效力球會 | 球季     | 聯賽     | 聯賽 | 聯賽 | 國家盃賽 | 國家盃賽 | 洲際比賽 | 洲際比賽 | 其他 | 其他 | 總計 | 總計 |
| 效力球會 | 球季     | 聯賽     | 上陣 | 入球 | 上陣     | 入球     | 上陣     | 入球     | 上陣 | 入球 | 上陣 | 入球 |
| -------- | -------- | -------- | ---- | ---- | -------- | -------- | -------- | -------- | ---- | ---- | ---- | ---- |
| 里昂二隊 | 2020–21  | 法全國乙 | 7    | 0    | —        | —        | —        | —        | —    | —    | 7    | 0    |
| 里昂二隊 | 2021–22  | 法全國乙 | 2    | 0    | —        | —        | —        | —        | —    | —    | 2    | 0    |
| 里昂二隊 | 總計     | 總計     | 9    | 0    | —        | —        | —        | —        | —    | —    | 9    | 0    |
| 里昂     | 2020–21  | 法甲     | 0    | 0    | 0        | 0        | —        | —        | —    | —    | 0    | 0    |
| 里昂     | 2021–22  | 法甲     | 24   | 2    | 0        | 0        | 6        | 0        | —    | —    | 30   | 2    |
| 里昂     | 2022–23  | 法甲     | 34   | 2    | 4        | 0        | —        | —        | —    | —    | 38   | 2    |
| 里昂     | 總計     | 總計     | 58   | 4    | 4        | 0        | 6        | 0        | —    | —    | 68   | 4    |
| RB萊比錫 | 2023–24  | 德甲     | 32   | 1    | 2        | 0        | 7        | 0        | 0    | 0    | 41   | 1    |
| 生涯總計 | 生涯總計 | 生涯總計 | 99   | 5    | 6        | 0        | 13       | 0        | 0    | 0    | 118  | 5    |

1. ↑  於歐霸盃賽事上陣。
2. ↑  於歐冠賽事上陣。

### 國家隊
最後更新：2023年10月17日
| 代表國家隊 | 年份 | 上陣 | 入球 |
| ---------- | ---- | ---- | ---- |
| 法國       | 2023 | 1    | 0    |
| 總計       | 總計 | 1    | 0    |

## 榮譽

### 球會
RB萊比錫
- 德國超級盃：2023[15]

## 外部連結
- 卡斯特羅·盧基巴 （页面存档备份，存于）在RB萊比錫
- 上的卡斯迪路·盧基巴（法語）
- 卡斯迪路·盧基巴在（英文）
- Soccerway資料庫：卡斯迪路·盧基巴
- 卡斯迪路·盧基巴－UEFA國際賽競賽紀錄